# Portrait de Guillaume Apollinaire (Delaunay)
Pour les articles homonymes, voir Portrait de Guillaume Apollinaire.
Portrait de Guillaume Apollinaire est un tableau ébauché par Robert Delaunay en 1911. Cette gouache sur toile est un portrait cubiste de Guillaume Apollinaire demeuré inachevé. Présentée à l'exposition « Robert Delaunay, Marie Laurencin. Les peintres », exposition qui se tint en 1912 à la galerie Barbazanges, chez Paul Poiret, au 109, rue du Faubourg-Saint-Honoré, elle est aujourd'hui conservée au musée national d'Art moderne, à Paris. 

## Expositions
- Apollinaire, le regard du poète, musée de l'Orangerie, Paris, 2016 — n°91.
- Le Cubisme, Centre national d'art et de culture Georges-Pompidou, Paris, 2018-2019.